# Doccle
Doccle is een systeem om documenten in digitaal formaat te kunnen raadplegen, beheren en betalen. Met Doccle kunnen documenten worden beheerd en betaald in een mobiele en een webapplicatie.
Het platform is een gemeenschappelijk initiatief van Acerta, CM, KBC en Telenet. Het werd in 2014 in België ingevoerd om papieren administratie per post te vervangen. Doccle wordt voornamelijk gebruikt om de administratie van verschillende leveranciers op een centrale plaats te beheren. 
Vanaf 2021 werd Doccle tevens opgericht voor de Nederlandse markt. 
In 2023 gebruikten al meer dan 2.8 miljoen mensen Doccle.
Het gebruik voor particulieren is gratis.

## Werkwijze
Zodra men een connectie maakt met een leverancier, ontvangt men papieren administratie voortaan via het online platform. Een connectie wordt gemaakt aan de hand van het ingeven van tokens (bepaald door de leverancier) of aan de hand van een externe identificatie bij de leverancier.

## Gelijkaardige systemen
- Zoomit, een systeem voor online factuurbeheer in applicaties voor internetbankieren.